# La Main jaune (programme environnemental)
Pour les articles homonymes, voir La Main jaune.
La Main jaune est un programme environnemental mis en place en Tunisie pour lutter contre la désertification.

## Description
Avec La Main bleue et La Main verte, le programme La Main Jaune est l'un de ceux initiés par le gouvernement tunisien dans les années 1990 pour protéger l'environnement.
Il débute en 1994 avec comme objectif de mettre en place des actions sur le terrain afin de lutter contre la désertification conformément aux principes de l'Agenda 21 national et de la Convention des Nations unies sur la lutte contre la désertification.
Parmi les actions entreprises dans le cadre de ce programme figurent :
- l'amélioration des parcours ;
- la conservation des eaux et du sol ;
- la fixation des dunes ;
- la lutte contre la salinisation des sols ;
- le reboisement et la régénération des forêts.